# Miché Mika
 (mai 2020).
Miché Mika, né le 16 septembre 1996 à Kinshasa, est un footballeur international congolais évoluant comme milieu de terrain au TP Mazembe.

## Biographie
Il reçoit sa première sélection en équipe de République démocratique du Congo le 10 janvier 2016, en amical contre le Rwanda (défaite 1-0).
Il participe dans la foulée au championnat d'Afrique des nations 2016 organisée au Rwanda. Lors de cette compétition, il joue trois matchs. La RD Congo remporte le tournoi en battant le Mali en finale, sur le score sans appel de 3-0.

## Palmarès

### En équipe nationale
- Vainqueur du championnat d'Afrique des nations en 2016 avec la RD Congo

### En club
- Vainqueur de la Coupe de la confédération en 2016 et 2017 avec le TP Mazembe
- Vainqueur de la Supercoupe de la CAF en 2016 avec le TP Mazembe
- Finaliste de la Supercoupe de la CAF en 2017 et 2018 avec le TP Mazembe
- Champion de RD Congo en 2017, 2019 et 2020 avec TP Mazembe
- Finaliste de la Coupe de RD Congo en 2016 avec le CS Don Bosco